# Історія дельфіна
Історія дельфіна (англ. Dolphin Tale) — американська тривимірна сімейний драма 2011 року режисера Чарльза Мартіна Сміта за сценарієм Карена Джансзена і Ноама Дромі та однойменною книгою. Фільм розповідає про долю дельфіна Вінтера, яка втратила хвіст, внаслідок того, що потрапила у крабову пастку. У головних ролях: Гаррі Конник молодший, Ешлі Джад, Натан Гембл, Кріс Крістофферсон, Козі Зулсдорф у її дебютному фільмі та Морган Фрімен. Книгу та фільм натхненно реальною історією Вінтера, дельфіна, яку в грудні 2005 року врятували біля узбережжя Флориди та взяли до себе Морський Акваріум Клірвотер. У фільмі Вінтер втратила хвіст після того, як заплуталася в мотузці, прикріпленій до пастки для крабів, і їй встановили протез.
Фільм вийшов 23 вересня 2011 року компанією Warner Bros. Pictures. Прем'єра фільму в Україні відбулася 17 листопада 2011 року.

## У ролях
- Натан Гембл — Сойєр Нельсон
- Козі Зулсдорф — Хейзел Хаскетт
- Ешлі Джад — Лореан Нельсон
- Гаррі Конник молодший — доктор Клей Хаскет
- Кріс Крістоферсон — Рід Хаскет
- Морган Фрімен — доктор Кеммерн Маккарті